# Kenneth Tsang
Kenneth Tsang Kong (Shanghai, 5 ottobre 1934 – Hong Kong, 27 aprile 2022) è stato un attore hongkonghese.

## Biografia
Con Chow Yun-fat debuttò a Hollywood nel film Costretti ad uccidere (1998). I due recitarono insieme anche in Anna and the King. Tsang apparve in Colpo grosso al Drago Rosso - Rush Hour 2 con Jackie Chan e interpretò il generale Moon nel film di James Bond La morte può attendere (2002). In 50 anni di carriera ha interpretato svariati ruoli, vincendo il premio come miglior attore non protagonista alla 34ª edizione degli Hong Kong Film Awards nel 2015.
Tsang è partito da Singapore ed è arrivato a Hong Kong il 25 aprile 2022, dove ha iniziato una quarantena di sette giorni Covid-19 presso il Kowloon Hotel. La sera del 26 aprile, ha avvertito dolore al torace e ha chiesto alla sua famiglia di dargli i suoi farmaci per l'ipertensione cronica, cosa che hanno prontamente fatto. Tuttavia, il giorno seguente, è stato trovato privo di sensi nella sua stanza da funzionari sanitari arrivati per condurre un test PCR, e i paramedici lo hanno dichiarato morto sul posto.

## Filmografia parziale
- Police Story 3: Supercop (Ging chat goo si 3: Chiu kup ging chat) (1992)
- Anna and the King (1999)
- Colpo grosso al Drago Rosso - Rush Hour 2 (Rush Hour 2) (2001)
- La morte può attendere (Die Another Day), regia di Lee Tamahori
- Butterfly (2004)
- Memorie di una Geisha (2005)